# Томек Вільмовський
Томаш (Томек) Вільмовський (пол. Tomasz (Tomek) Wilmowski; нар. 25 грудня 1887, Варшава) — вигаданий персонаж, головний герой книжкової серії «Альфреда Шклярського».

## Життєпис
Він, найімовірніше, народився у 1887 році: ми зустрічаємо його у 1902 році 14-річним хлопчиком (день його народження автор не називає аж до 8-го роману циклу), який виховується у Варшаві в домі своїх тітки та дядька Карських. Батько Тома, Анджей, брав участь у змові проти царя і був змушений тікати з країни. Невдовзі після його від'їзду мати хлопчика померла від хвороби, про яку в книжці немає жодного пояснення.
Том був дуже допитливим і спраглим до знань хлопчиком. Він добре вчився, але не був відмінником просто тому, що історію Росії викладали в русифікованій школі. Як молодий патріот, Томек хотів зробити свій внесок у розвиток Польщі. З однокласниками він розмовляв не російською, а польською — як і належить поляку. Справжню історію Польщі він знав завдяки своїй матері. Його улюбленим предметом була географія. Найбільшою мрією Тома була зустріч з батьком.
Одного разу до будинку Карських приїхав Ян Смуґа — друг Анджея Вільмовського. Він взяв хлопчика з собою і повів його знайомитися з батьком. Виявилося, що Анджей Вільмовський був мисливцем на диких тварин і багато подорожував, працюючи на німецького торговця тваринами Гаґенбека (автентичний персонаж). У свою першу експедицію Том вирушив до Австралії. Під час подорожі він познайомився зі старшиною Тадеушем Новицьким, який також походив з Варшави, і подружився з ним. Завдяки йому Томек навчився володіти вогнепальною зброєю. А в Австралії він зустрів свою подругу, а згодом дружину Саллі Аллан. Про ці події розповідається в першій книзі — «Томек у країні кенгуру».

## Поза літературою
Томаш Вільмовський, приблизно 50-річний польський контррозвідник, з'являється на сторінках книги Малґожати та Міхала Кузьмінських «Секрет Крок» (видавництво «Свят Ксьонжки», Варшава 2009), дія якої розгортається напередодні Другої світової війни.